# بيريسبورغ (نيويورك)
بيريسبورغ (بالإنجليزية: Perrysburg (town), New York)‏ هي بلدة أمريكية تقع في الولايات المتحدة في مقاطعة كاتاروغوس، نيويورك. يقدر عدد سكانها بـ 1,626 نسمة .